# Université nationale de La Plata
L’université nationale de La Plata (en espagnol : Universidad Nacional de La Plata ou UNLP) est une université publique située à La Plata, la capitale de la province de Buenos Aires, en Argentine.

## Présentation
Elle a 17 facultés, 137 carrières degrés et 167 carrières diplômés, 10 900 enseignants et plus de 120 000 élèves. Elle comprend également le collège national Rafael-Hernández, le lycée Víctor-Mercante, le baccalauréat en beaux-arts, l'école d'agriculture, l'École supérieure Joaquín V Gonzalez (annexé), le Jardin maternel, la radio de l'université, l'Université de presse, de nombreux centres universitaires parmi lesquels se détachent le musée des Sciences naturelles, la Bibliothèque publique de l'université nationale de la Plata, la musée et Maison de repos Samay-Huasi, l'Institut de l'éducation physique, l'observatoire astronomique, l'établissement agraire de Santa-Catalina et 152 centres de recherche et de développement, où plus de 4 800 chercheurs exercent leur activité.

## Personnalités liées à l'université

### Professeurs
- Silvina Bullrich (1915-1990), écrivaine.

### Étudiants
- Maria Luisa Aguilar (1938-2015), astronome péruvienne ;
- Virpi Niemelä (1936-2006), astronome et astrophysicienne argentine.

## Galerie

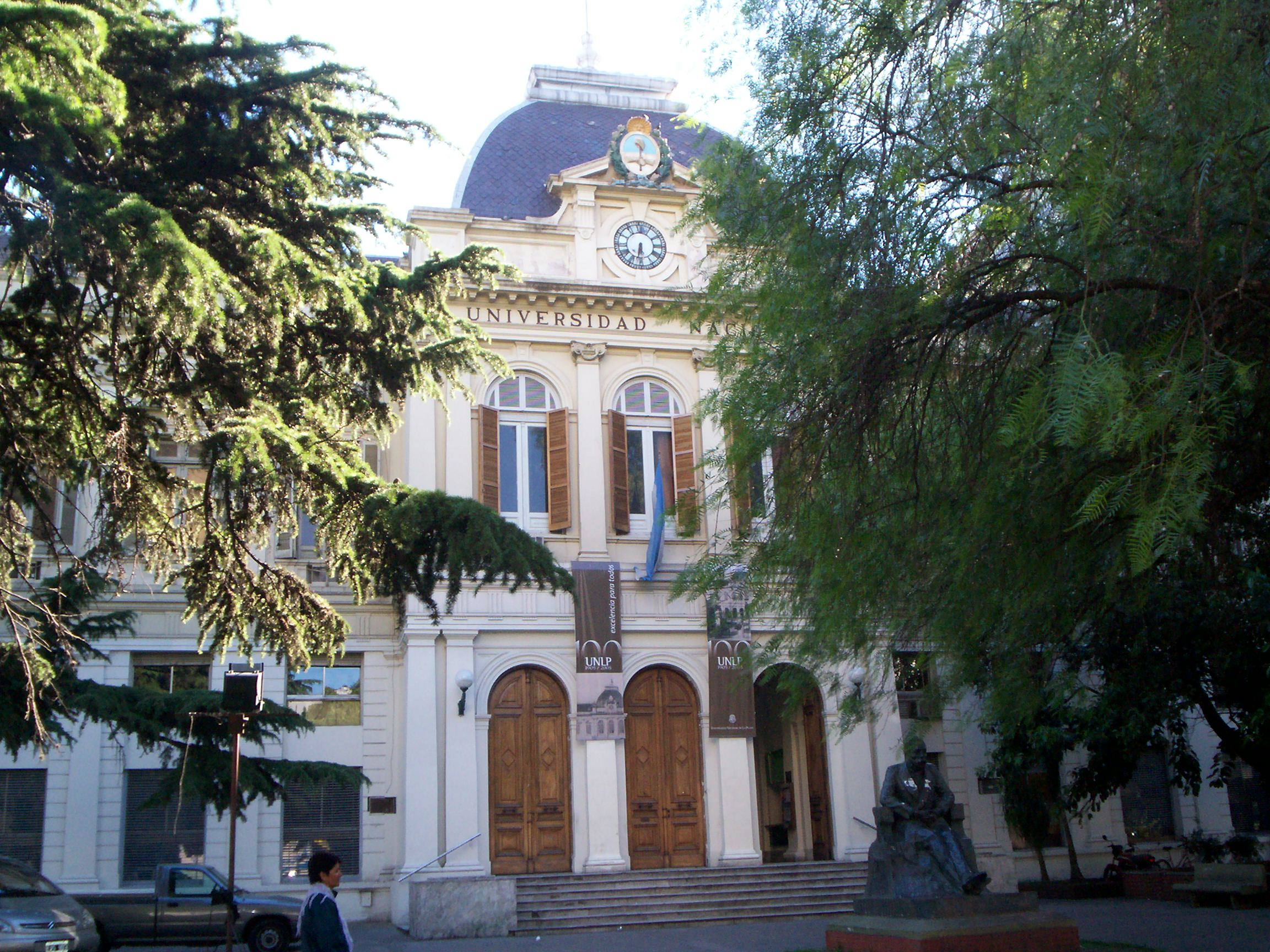
Rectorat de l'UNLP.
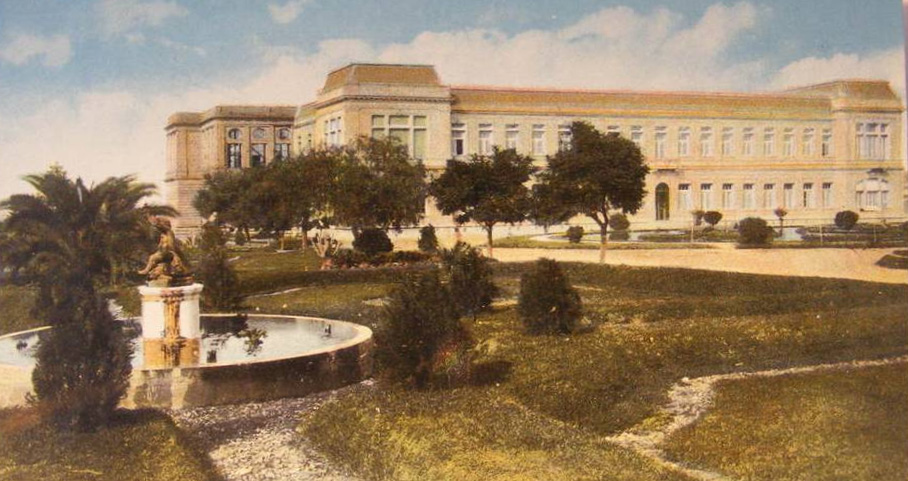
Faculté d'agronomie de l'UNLP (vers 1910).
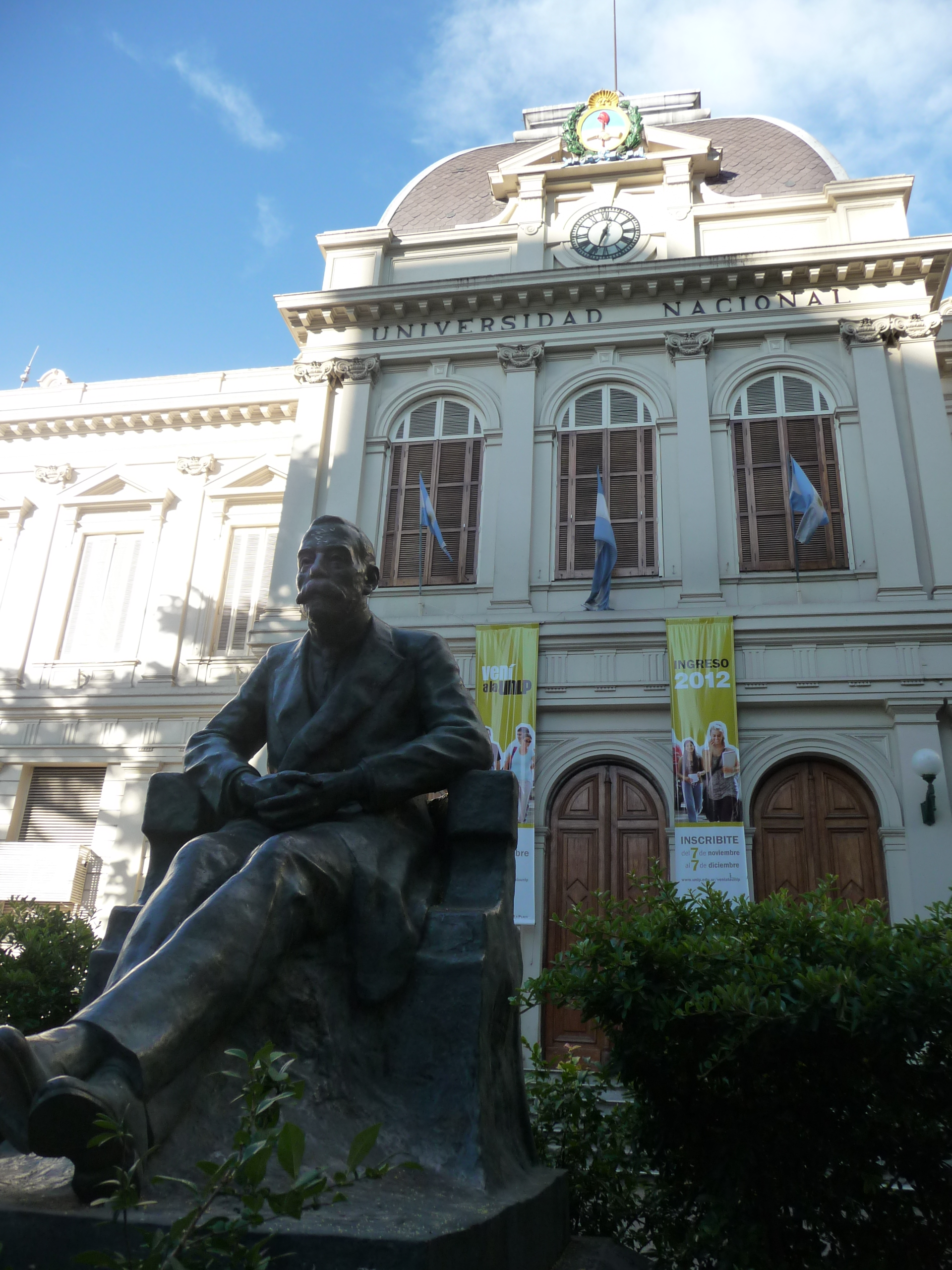
Statue de Joaquín Víctor González devant la présidence de l'UNLP.
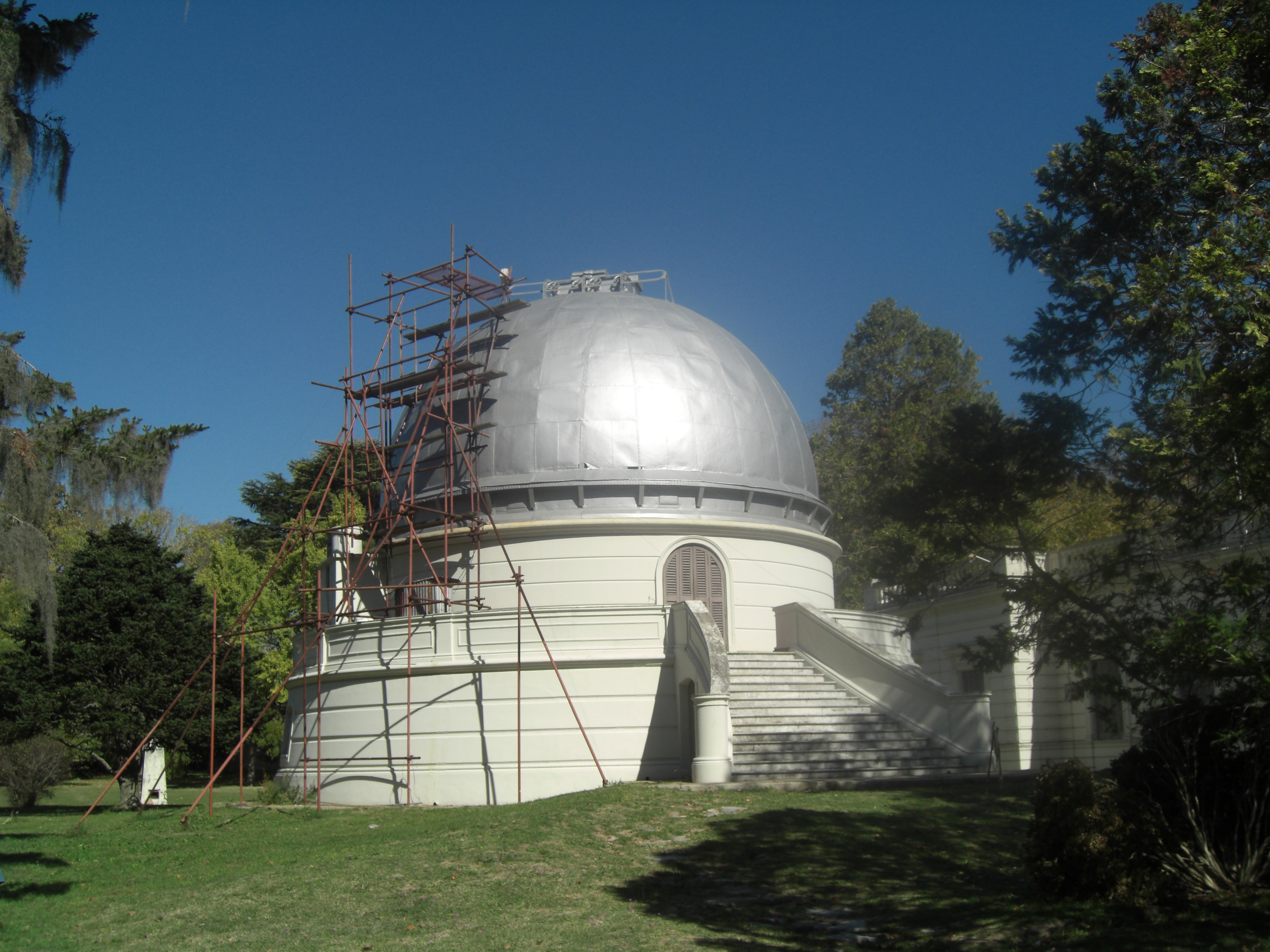
Faculté d'astronomie et de géophysique.